# Armstrong Whitworth F.K.3
L'Armstrong Whitworth F.K.3 est un biplan biplace britannique polyvalent de la Première Guerre mondiale. 

## Armstrong Whitworth F.K.2
Ayant rejoint la firme Armstrong Whitworth en 1914, l’ingénieur hollandais Frederick Koolhoven commença par dessiner un biplan biplace polyvalent dérivé du Royal Aircraft Factory B.E.2c produit en série par Armstrong Whitworth pour le Royal Flying Corps. Il s’agissait en fait d’une simple évolution du biplan dessiné par Geoffrey de Havilland, la structure étant simplifiée. Testé à Upavon en mai 1916, le F.K.2 affichait des performances sensiblement meilleures que le B.E.2c, mais une charge utile inférieure. 500 exemplaires furent commandés en série, moyennant quelques modifications, sous la désignation F.K.3.

## Armstrong Whitworth F.K.3
Version de série du F.K.2, la position de l’équipage étant inversée. Le pilote occupait donc le siège avant, l’observateur, assis à l’arrière, bénéficiant donc d’un champ de tir élargi (même si peu de F.K.3 furent effectivement armés). Le fuselage était aussi légèrement redessiné et l’empennage agrandi. 150 appareils furent commandés à Armstrong Whitworth et 350 à Hewlett & Blondeau Ltd de Luton.  
Le F.K.3 ne fut pas utilise par le RFC en France, les F.K.8 et R.E.8, des appareils nettement plus prometteurs, étant déjà en développement. La seule unité à utiliser le F.K.3 au front fut donc le No 47 Sqdn, stationné à Salonique, les autres appareils étant maintenus au Royaume-Uni et utilisés pour l'entraînement jusqu’à son remplacement par des Avro 504. Le F.K.3 était surnommé par les équipages Little Ack par opposition au F.K.8 baptisé Big Ack.

## Utilisateurs
- Australie : Australian Flying Corps : No 3 Sqdn.
- Royaume-Uni :
  - Royal Air Force : No 47 Sqdn.
  - Royal Flying Corps : No 43, 47, 53, 55 et 66 Sqdn.